# 刘国庚
刘国庚（1964年1月25日—1989年6月4日），中國山东省莱阳市城厢街道办事处盖家疃村人，汉族，中国人民解放军军人。1983年10月入伍，1987年7月毕业于重庆通讯学院，中国人民解放军北京军区第63集团军直属通讯团第2营第4连第1排排长，少尉军衔。他在六四事件中被殺。

## 受害過程
在中国官方记载中，其部队在北京执行戒严任务期間，他向北京市民做了“没有采用武力清场”的宣传，并于1989年6月4日凌晨5时30分，在西长安街六部口电报大楼对面，距离西单路口东约150米处被打死并焚尸。
根据当时图像资料，可以见到他的尸体被烧的枯焦，呈跪状，脖子被套上绳子并吊在一辆被烧毁的公共汽车上；头戴一顶未被焚烧的军帽，手中有一根木棍，腹部被剖开，肠子部分外露，这些都显示他可能因这些而死或是在死后遭到虐尸。
他手上的木棍，据1989年6月15日《北京晚报》报道，是其死后凶手李兵塞入，是为制造刘国庚曾动手打人的假相，妄图使他蒙受不白之冤。 

## 事後
1989年6月4日清晨6时20分，新华社摄影记者王建民拍摄了刘国庚死亡的现场照。
6月5日凌晨0时，劳教释放人员张建忠用碎玻璃片在刘国庚尸体的腹部划开一个5厘米的口子，然后用一根塑料绳将勾出来的的一部分肠子系上。
6月5日上午11时30分，装甲巡逻队队长、第38集团军步兵112师参谋长冯兆举向人民大会堂报告了刘国庚尸体的发现；下午7时，军人用火焰喷射器烧毁了作为路障的公交车，以浓烟为背景拍摄刘国庚的尸体，有两人在朝里观看时被军人开枪打死，其中一人是老人。
6月6日上午8时半，刘国庚的尸体从电报大楼前被移到西单路口，腹部口子扩张到十多厘米宽，肠子鼓了出来。
6月12日凌晨2时许，张建忠被北京市公安局抓捕。打死刘国庚的凶手李斌、李兵也被捕，具体时间不详。
6月18日，中共中央政治局委员、中央军委副主席兼秘书长杨尚昆代表中央军委主席邓小平会见刘国庚家属。6月19日李鹏、乔石、姚依林等领导人会见刘国庚家属。
中央军事委员会主席邓小平于1989年6月30日签署命令，追授刘国庚及其他十餘人“共和国卫士”称号，并追认他为中国共产党党员。
1991年起在一些中国大陆的中小学校挂有统一形式的名人像，刘国庚也在其中。